# Frank Worthington
Frank Worthington (23. listopadu 1948, Halifax – 22. března 2021, Huddersfield) byl anglický fotbalista, útočník. V sezóně 1978/79 byl nejlepším střelcem Football League First Division.

## Fotbalová kariéra
Hrál za Huddersfield Town AFC, Leicester City FC, Bolton Wanderers FC, na hostování v USA za Philadelphia Fury, Birmingham City FC, na hostování ve švédském Mjällby AIF, na hostování v USA v týmu Tampa Bay Rowdies, Leeds United FC, Sunderland AFC, Southampton FC, Brighton & Hove Albion FC, Tranmere Rovers FC, Preston North End FC, Stockport County FC, jihoafrický Ajax Cape Town FC, Stalybridge Celtic FC, irský Galway United FC, Weymouth FC, Radcliffe FC, Guiseley AFC, Hinckley United FC a Halifax Town AFC. Za anglickou fotbalovou reprezentaci nastoupil v roce 1974 v 8 utkáních a dal 2 góly.

## Ligová bilance
| Ročník                                  | Zápasy | Góly | Klub                      |
| --------------------------------------- | ------ | ---- | ------------------------- |
| Football League Second Division 1966/67 | 3      | 0    | Huddersfield Town AFC     |
| Football League Second Division 1967/68 | 29     | 5    | Huddersfield Town AFC     |
| Football League Second Division 1968/69 | 16     | 4    | Huddersfield Town AFC     |
| Football League Second Division 1969/70 | 42     | 19   | Huddersfield Town AFC     |
| Football League First Division 1970/71  | 42     | 9    | Huddersfield Town AFC     |
| Football League First Division 1971/72  | 39     | 5    | Huddersfield Town AFC     |
| Football League First Division 1972/73  | 39     | 10   | Leicester City FC         |
| Football League First Division 1973/74  | 42     | 20   | Leicester City FC         |
| Football League First Division 1974/75  | 42     | 18   | Leicester City FC         |
| Football League First Division 1975/76  | 39     | 9    | Leicester City FC         |
| Football League First Division 1976/77  | 41     | 14   | Leicester City FC         |
| Football League First Division 1977/78  | 7      | 1    | Leicester City FC         |
| Football League Second Division 1977/78 | 35     | 11   | Bolton Wanderers FC       |
| Football League First Division 1978/79  | 42     | 24   | Bolton Wanderers FC       |
| Football League First Division 1979/80  | 7      | 0    | Bolton Wanderers FC       |
| Football League Second Division 1979/80 | 19     | 5    | Birmingham City FC        |
| Švédská fotbalová liga 1980             | 12     | 4    | Mjällby AIF               |
| Football League First Division 1980/81  | 36     | 16   | Birmingham City FC        |
| Football League First Division 1981/82  | 20     | 9    | Birmingham City FC        |
| Football League First Division 1981/82  | 17     | 9    | Leeds United FC           |
| Football League Second Division 1982/83 | 15     | 5    | Leeds United FC           |
| Football League First Division 1982/83  | 19     | 2    | Sunderland AFC            |
| Football League First Division 1983/84  | 34     | 4    | Southampton FC            |
| Football League Second Division 1984/85 | 31     | 7    | Brighton & Hove Albion FC |
| Football League Fourth Division 1985/86 | 42     | 18   | Tranmere Rovers FC        |
| Football League Fourth Division 1986/87 | 17     | 3    | Tranmere Rovers FC        |
| Football League Fourth Division 1986/87 | 11     | 3    | Preston North End FC      |
| Football League Third Division 1987/88  | 12     | 0    | Preston North End FC      |
| Football League Fourth Division 1987/88 | 19     | 6    | Stockport County FC       |
| Irská fotbalová liga 1988/89            | 2      | 0    | Galway United FC          |
| CELKEM Football League First Division   | 465    | 150  |                           |